# Сигізмунд (ерцгерцог Австрії)
Сигізму́нд (нім. Sigmund; 26 жовтня 1427, Інсбрук — 4 березня 1496, Інсбрук) — герцог (з 1477 року — ерцгерцог) Передньої Австрії у 1439—1490 роках, граф Тіролю з Тірольської гілки Леопольдинської лінії династії Габсбургів.

## Молоді роки
Сигізмунд був єдиним сином Фрідріха IV, герцога Передньої Австрії та графа Тіролю, й Анни Брауншвейзької, дочки Фрідріха, герцога Брауншвейг-Люнебурзького. На момент смерті свого батька Сигізмунду було лише дванадцять, тому регентом Тіролю й Передньої Австрії став двоюрідний брат герцога Фрідріх III, король Німеччини (з 1440 року) й майбутній імператор Священної Римської імперії (з 1452 року).

## Бургундські війни
До складу спадкових володінь Сигізмунда входило Тірольське графство, а також численні невеликі території, що належали Габсбургам у Швабії, Ельзасі й Форарльбергу.
У 1469 році Сигізмунд продав частину своїх земель вздовж Рейна й у Ельзасі бургундському герцогу Карлу Сміливому. Причина цієї справи не досить зрозуміла: можливо, Сигізмунд потребував коштів для підтримання коштовного герцогського двору в Інсбруку, або він прагнув заручитись підтримкою впливової Бургундії проти Швейцарського союзу, що посилився останнім часом і претендував на частину альпійських володінь Габсбургів. Коли фінансове забезпечення держави нормалізувалось, Сигізмунд вирішив викупити назад у Бургундії стародавні габсбурзькі території, а після того, як Карл Сміливий відмовився, уклав у 1474 році анти-бургундський союз зі Швейцарією та вільними містами Ельзасу (угода в Констанці). Зокрема, при підписанні угоди, Сигізмунд відмовився від претензій Габсбургів на швейцарські кантони «остаточно і назавжди».
Цей союз став приводом до початку Бургундських війн (1474—1477). У листопаді 1474 року швейцарсько-тірольські війська розбили герцога Бургундії в битві під Ерікуром. Невдовзі Карл Сміливий повернув Сигізмунду його землі, бажаючи вивести Габсбургів з війни. У 1477 році Карл Сміливий загинув у битві зі швейцарцями у битві біля Нансі.

## Ерцгерцог й економічна політика
У 1477 році імператор Фрідріх III подарував Сигізмунду титул ерцгерцога.
Незабаром померла перша дружина Сигізмунда, шотландська принцеса Елеонора Стюарт, й він одружився із шістнадцятирічною Катаріною Саксонською, дочкою Альбрехта, герцога Саксонії.
У період правління Сигізмунда тривав економічний підйом Тіролю. Розширювались гірничі розробки заліза, міді й дорогоцінних металів, зростала міжнародна торгівля, в Мерані й Боцені виникли перші кредитні організації. Сигізмунд провів радикальну монетну реформу, почавши карбувати перші у світі великі срібні монети, вартість яких у сріблі дорівнювала вартості золотого гульдена. Ця тірольська монета, що отримала назву гульденгрош ("золотий грош"і  швидко витіснила віденський крейцер з обороту і стала зразком для багатьох наступних європейських монет під назвою талер. У Тіролі почали застосовуватись нові способи розробки срібних копалень, що дозволили різко збільшити обсяги видобутку й відновити продуктивність старих закинутих шахт. Лише з початком масового притоку срібла з американських колоній Іспанії, значення тірольських родовищ стало падати.

## Протистояння із ландтагом
Наприкінці правління Сигізмунда загострились протиріччя між герцогом і станами. Тірольський ландтаг, в якому поряд із духовенством, дворянством та городянами, були представлені й вільні селяни, був, ймовірно, найвпливовішим серед усіх станових представництв австрійських земель того часу. Зовнішньополітичні прорахунки Сигізмунда 1480-их років (невдалий конфлікт із Венецією 1487 року й запланована поступка Баварії частиною тірольських земель) викликали обурення ландтагу. Стани змусили ерцгерцога розпустити урядову раду дворян і передати управління комітету представників ландтагу. Цей комітет денонсував секретні угоди Сигізмунда з Баварією про територіальні поступки взамін на воєнну допомогу. Ерцгерцог був усунутий від втручання у справи управління й фінансів. Ландтаг виступив проти баварських претензій на Тіроль та заявив, що в разі виникнення загрози розриву тірольського престолу з Габсбургами, стани будуть мати право усунути від влади государя й обрати новим графом одного з представників австрійського дому.
Нарешті, у 1490 році під тиском ландтагу Сигізмунд зрікся від престолу на користь австрійського ерцгерцога Максиміліана I Габсбурга, майбутнього імператора Священної Римської імперії. Таким чином Тіроль і Передня Австрія були возз'єднані з Австрійською монархією після століття розділу. За шість років після зречення Сигізмунд помер в Інсбруку.

## Шлюб та діти
- (1449) Елеонора Стюарт (1433—1480), дочка Якова I, короля Шотландії

1. Вольфранг (20 листопада 1480)

- (1484) Катаріна Саксонська (1468—1524), дочка Альбрехта, герцог Саксонії